# USS LST-519
O USS LST-519 foi um navio de guerra norte-americano da classe LST que operou durante a Segunda Guerra Mundial.